# Шлі (Вісконсин)
Шлі (англ. Schley) — місто (англ. town) в США, в окрузі Лінкольн штату Вісконсин. Населення — 950 осіб (2020).

## Демографія
Згідно з переписом 2010 року, у місті мешкали 934 особи в 378 домогосподарствах у складі 271 родини. Було 443 помешкання
Расовий склад населення:
| - 98,1 % — білих - 0,3 % — корінних американців - 0,1 % — азіатів |

До двох чи більше рас належало 1,5 %. Частка іспаномовних становила 0,4 % від усіх жителів.
За віковим діапазоном населення розподілялося таким чином: 21,5 % — особи молодші 18 років, 65,2 % — особи у віці 18—64 років, 13,3 % — особи у віці 65 років та старші. Медіана віку мешканця становила 44,1 року. На 100 осіб жіночої статі у місті припадало 106,6 чоловіків;  на 100 жінок у віці від 18 років та старших — 114,3 чоловіків також старших 18 років.
Середній дохід на одне домашнє господарство  становив 66 990 доларів США (медіана — 58 009), а середній дохід на одну сім'ю — 76 363 долари (медіана — 59 861). Медіана доходів становила 42 778 доларів для чоловіків та 42 143 долари для жінок. За межею бідності перебувало 3,0 % осіб, у тому числі 0,0 % дітей у віці до 18 років та 3,2 % осіб у віці 65 років та старших.
Цивільне працевлаштоване населення становило 466 осіб. Основні галузі зайнятості: виробництво — 19,7 %, освіта, охорона здоров'я та соціальна допомога — 16,1 %, фінанси, страхування та нерухомість — 12,4 %, будівництво — 11,2 %.